# Iglesia de San Andrés de Palomar
La iglesia de San Andrés de Palomar (en catalán: Església de Sant Andreu de Palomar) se encuentra en el distrito de San Andrés de Barcelona. Fue construida entre 1881 y 1904, con un proyecto inicial de Pedro Falqués, en un estilo ecléctico de corte clasicista y aire monumentalista, siendo terminada por José Doménech Estapá, que se encargó de la finalización de la cúpula, una de las más grandes de la Ciudad Condal junto con la del Palacio Nacional de Montjuic.
La parroquia de San Andrés es la titular del Arciprestazgo de San Andrés de la Archidiócesis de Barcelona, que incluye las parroquias de San Paciano, Buen Pastor, Cristo Rey, San Juan de Mata y San José Manyanet.

## Historia y descripción
Hay noticias de una antigua iglesia junto a la vía romana, documentada desde el año 974. San  Andrés de Palomar era una villa a las afueras de Barcelona, que fue agregada a la ciudad en 1897. Pertenecía a su término la iglesia de San Martín de Provensals, que se escindió en 1052, así como el santuario de Santa Eulalia de Vilapicina y la capilla de la Trinidad, que dio nombre a los barrios de la Trinitat Vella y la Trinitat Nova.

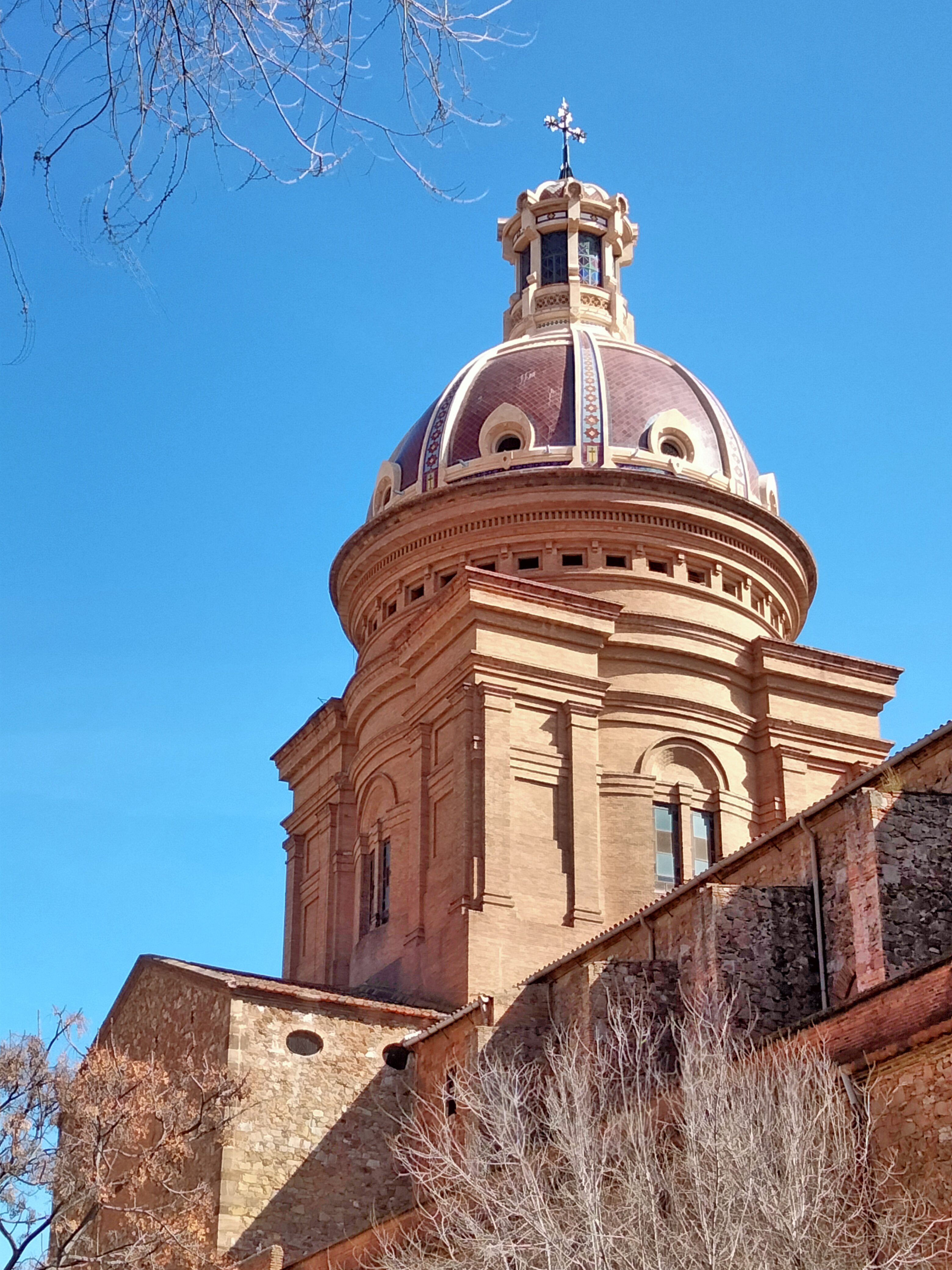
Cúpula

Existen indicios no del todo documentados de que la iglesia fue destruida por Almanzor en el año 985; en todo caso, entre 1053 y 1067 se construyó una nueva, en estilo románico, que fue consagrada en 1105 por el obispo de Barcelona, Berenguer Bernat y, nuevamente, en 1132, por el obispo Olegario, tras unos daños sufridos en la incursión almorávide de Ibn Tifilwit.
En el siglo XIX se proyectó la construcción de una nueva iglesia, que se encargó a Pedro Falqués, arquitecto titulado en 1873, que fue arquitecto municipal de San  Andrés de Palomar entre 1874 y 1882. Realizó un proyecto de estilo ecléctico clasicista, marcado por su monumentalidad. Las obras comenzaron en 1881 y se extendieron hasta 1904. En 1882 se derrumbó la cúpula, que fue reedificada por José Doménech Estapá, sucesor de Falqués en el cargo de arquitecto municipal.
La iglesia tiene planta de cruz latina, con tres naves y una torre-campanario, con una fachada dividida en tramos horizontales y verticales, organizada con elementos de estilo clásico, donde destaca la puerta principal, flanqueada por dos pares de columnas de orden clásico que soportan un entablamento doble, coronado por un arco de medio punto que envuelve un rosetón, mientras que, en la parte superior, se encuentra una cornisa truncada por un tramo central más alto que los laterales. La torre-campanario tiene tres pisos, con una base cuadrada que se convierte en octogonal en el tercer piso. Sobre el crucero destaca la gran cúpula de 61 m de altura, rematada con una linterna.
El edificio está hecho con piedra de Montjuic, excepto la torre, realizada con ladrillo. En el proyecto original se preveían dos torres, una a cada lado, pero la de la izquierda nunca se realizó. Junto a la pared norte existen restos de la antigua iglesia románica, pertenecientes a la capilla del Santo Cristo, también llamada de los Segadores porque de aquí partieron en 1640 unos tres mil campesinos hacia al llamado Corpus de Sangre en Barcelona.
Durante la Semana Trágica (1909), el interior de la iglesia fue quemado, siendo posteriormente restaurado. Fue nuevamente incendiada durante la Guerra Civil y restaurada en 1940 por Enric Piqué. En los años 1960 se decoró con pinturas al fresco de Josep Verdaguer. El edificio sufrió algunos daños durante la construcción del Metro (1965-1967), que no fueron restaurados hasta 1984-1985 de la mano del arquitecto David Barrera Viladot. La cúpula fue restaurada entre 2019 y 2020.
En 1991, la iglesia, junto con el Asilo de San Andrés, recibió la Creu de Sant Jordi de la Generalidad de Cataluña. En 2021 fue declarada Bien Cultural de Interés Nacional.